# Plastun
Plastun (en rus: Пластун) és un poble (possiólok) del krai de Primórie, a l'Extrem Orient de Rússia, que el 2019 tenia 4.914 habitants.